# Видакович, Албе
Албе Видакович (хорв. Albe Vidaković; 1 ноября 1914, Суботица — 18 мая 1964, Загреб) — хорватский музыковед, музыкальный палеограф и композитор.
В 1937 году окончил богословский факультет Загребского университета. В 1932—37 годах получил музыкальное образование в Загребе под руководством Ф. Дугана (гармония, контрапункт), Ф. Хайдуковича и М. Ившица (теория и практика церковного пения). В 1937—41 годах изучал церковную музыку в Рим. В 1941—48 годах преподавал в музыкальной школе Загребской консерватории музыкально-теоретические предметы и игру на органе 1951 года — на богословском факультете Загребского университета историю церковной музыки (с 1962 — профессор). С 1942 года был регентом кафедрального собора в Загребе. В 1942—44 годах редактор журнала «Sv. Cecilija».
Видаковичу принадлежат труды по истории развития хорватской музыки средневековья и культовой музыки. Самое значительное его палеографическое исследования, которое хранится в Метрополитанской библиотеке в Загребе, — «Sacramentar Mr/26». Видакович первым исследовал деятельность Юрия Крижанича как музыкального писателя и теоретика, осуществил научную публикацию произведений хорватского композитора XVII века Елича. Видакович — автор струнного квартета, фортепианных пьес, произведений для органа, культовой музыки.